# Rosa Pérez Caparrós
Rosa Pérez Caparrós (Barcelona, 21 de febrer de 1981) és una exjugadora de bàsquet catalana.
Base, es formà al planter de l'Universitari de Barcelona amb el qual debutà a la Lliga femenina la temporada 1998-99. Amb el club barceloní guanyà una Lliga catalana (2000), Ha jugat amb diversos equips de l'elit estatal, Baloncesto Ciudad de Burgos (2001-02), Cadí la Seu (2002-04 i 2009-11), amb el qual disputà l'EuroCup femenina, Estudiantes (2004-06), Uni Girona Club de Bàsquet (2007-08) de la Lliga Femenina 2, Club Baloncesto Sant José (2008-09) i Club Bàsquet Puig d'en Valls (2011-12). Internacional amb la selecció espanyola en categories inferiors, es proclamà campiona d'Europa júnior (1998). Amb la selecció catalana absoluta debutà internacionalment el juliol de 2005 contra la selecció cubana i es proclamà campiona de la Copa de les Nacions (2010).